# Liste der Bodendenkmäler in Weng (Isar)
Auf dieser Seite sind die Bodendenkmäler in der niederbayerischen Gemeinde Weng zusammengestellt. Diese Tabelle ist eine Teilliste der Liste der Bodendenkmäler in Bayern. Grundlage ist die Bayerische Denkmalliste, die auf Basis des Bayerischen Denkmalschutzgesetzes vom 1. Oktober 1973 erstmals erstellt wurde und seither durch das Bayerische Landesamt für Denkmalpflege geführt wird. Die folgenden Angaben ersetzen nicht die rechtsverbindliche Auskunft der Denkmalschutzbehörde.

## Bodendenkmäler der Gemeinde Weng

### Bodendenkmäler in der Gemarkung Veitsbuch
| Lage                 | Objekt | Akten-Nr.     | Bild |
| -------------------- | --- | ------------- | ---- |
| Veitsbuch (Standort) | Siedlung vor- und frühgeschichtlicher Zeitstellung. | D-2-7340-0223 |      |
| Veitsbuch (Standort) | Siedlung vor- und frühgeschichtlicher Zeitstellung. | D-2-7340-0225 |      |
| Veitsbuch (Standort) | Siedlung vor- und frühgeschichtlicher Zeitstellung. | D-2-7340-0227 |      |
| Veitsbuch (Standort) | Untertägige mittelalterliche und frühneuzeitliche Befunde im Bereich der katholischen Pfarrkirche St. Vitus in Veitsbuch, darunter die Spuren von Vorgängerbauten bzw. älterer Bauphasen. Siehe auch: St. Vitus (Veitsbuch) | D-2-7340-0275 |      |

### Bodendenkmäler in der Gemarkung Weng
| Lage            | Objekt | Akten-Nr.     | Bild |
| --------------- | --- | ------------- | ---- |
| Weng (Standort) | Grabhügel der Bronzezeit und Hallstattzeit. | D-2-7340-0229 |      |
| Weng (Standort) | Burgstall des Mittelalters, untertägige Befunde des abgegangenen Schlosses Moosweng. | D-2-7340-0231 |      |
| Weng (Standort) | Siedlung des Neolithikums. | D-2-7340-0233 |      |
| Weng (Standort) | Körpergräber vor- und frühgeschichtlicher Zeitstellung. | D-2-7340-0234 |      |
| Weng (Standort) | Siedlung vor- und frühgeschichtlicher Zeitstellung. | D-2-7340-0235 |      |
| Weng (Standort) | Untertägige frühneuzeitliche Befunde und Funde des abgegangenen Schlosses von Hörmannsdorf, zuvor mittelalterliche Burganlage.                                                                                             | D-2-7340-0236 |      |
| Weng (Standort) | Verebnete Grabhügel vorgeschichtlicher Zeitstellung. | D-2-7340-0237 |      |
| Weng (Standort) | Verebnetes Grabenwerk mit zwei Gräben vor- und frühgeschichtlicher Zeitstellung. | D-2-7340-0238 |      |
| Weng (Standort) | Siedlung vor- und frühgeschichtlicher Zeitstellung. | D-2-7340-0239 |      |
| Weng (Standort) | Verebnetes Grabenwerk vor- und frühgeschichtlicher Zeitstellung. | D-2-7340-0240 |      |
| Weng (Standort) | Siedlung vor- und frühgeschichtlicher Zeitstellung. | D-2-7340-0241 |      |
| Weng (Standort) | Verebneter Grabhügel vorgeschichtlicher Zeitstellung. | D-2-7340-0242 |      |
| Weng (Standort) | Siedlung vor- und frühgeschichtlicher Zeitstellung und verebnete vorgeschichtliche Grabhügel. | D-2-7340-0244 |      |
| Weng (Standort) | Verebnetes rundes Grabenwerk und Siedlung vor- und frühgeschichtlicher Zeitstellung. | D-2-7340-0246 |      |
| Weng (Standort) | Verebnete Grabhügel vorgeschichtlicher Zeitstellung. | D-2-7340-0248 |      |
| Weng (Standort) | Verebneter Grabhügel vorgeschichtlicher Zeitstellung. | D-2-7340-0249 |      |
| Weng (Standort) | Siedlung vor- und frühgeschichtlicher Zeitstellung. | D-2-7340-0250 |      |
| Weng (Standort) | Siedlung vor- und frühgeschichtlicher Zeitstellung. | D-2-7340-0251 |      |
| Weng (Standort) | Siedlung vor- und frühgeschichtlicher Zeitstellung. | D-2-7340-0252 |      |
| Weng (Standort) | Siedlung vor- und frühgeschichtlicher Zeitstellung. | D-2-7340-0253 |      |
| Weng (Standort) | Siedlung bzw. verebnetes Grabenwerk vor- und frühgeschichtlicher Zeitstellung. | D-2-7340-0255 |      |
| Weng (Standort) | Untertägige mittelalterliche und frühneuzeitliche Befunde im Bereich der katholischen Kirche St. Leonhard in Moosberg, darunter die Spuren von Vorgängerbauten bzw. älterer Bauphasen. Siehe auch: St. Leonhard (Moosberg) | D-2-7340-0272 |      |
| Weng (Standort) | Untertägige mittelalterliche und frühneuzeitliche Befunde im Bereich der katholischen St. Barbara in Hörmannsdorf, darunter die Spuren von Vorgängerbauten bzw. älterer Bauphasen. Siehe auch: St. Barbara (Hörmannsdorf)  | D-2-7340-0274 |      |
| Weng (Standort) | Untertägige mittelalterliche und frühneuzeitliche Befunde im Bereich der katholischen Kirche St. Maria in Weng, darunter die Spuren von Vorgängerbauten bzw. älterer Bauphasen. Siehe auch: Mariä Himmelfahrt (Weng)       | D-2-7340-0307 |      |
| Weng (Standort) | Untertägige frühneuzeitliche Befunde im Bereich des Schlosses von Weng, darunter die Spuren von Vorgängerbauten bzw. älterer Bauphasen und abgebrochenen Gebäudeteilen. Siehe auch: Schloss Weng                           | D-2-7340-0308 |      |
| Weng (Standort) | Untertägige mittelalterliche und frühneuzeitliche Befunde im Bereich der abgebrochenen Kirche St. Peter in Hinzlbach und ihrer Vorgängerbauten. Siehe auch: St. Peter (Hinzlbach)                                          | D-2-7340-0316 |      |
| Weng (Standort) | Grabhügel vorgeschichtlicher Zeitstellung. | D-2-7340-0366 |      |